# Antonio Bernacchi
Antonio Bernacchi (Bologna, 1690 – 1756) was een Italiaanse altocastraat, met een zeer lange carrière. Hij was een van de beroemdste Italiaanse zangers van zijn tijd en zelfs een van de favoriete zangers van Händel. Hij trad onder andere op in Londen, München en Wenen.
Zijn leermeester was Francesco Antonio Pistocchi. Pistocchi zei over zijn beste leerling:
"Mijn grootste droefenis is dat ik jou heb leren zingen en jij alleen maar wil spelen".
Toch stond Bernacchi bekend om zijn uitstekende techniek en de mogelijkheid om vocale acrobatische toeren uit te voeren als geen ander. Zijn leermeester zou ongetwijfeld enige trots voor hem gevoeld hebben wanneer hij zijn leerling in de zomer van 1727 had kunnen horen in het duel dat Bernacchi zong met de beroemde soprano castrato Farinelli. De twee voerden een muzikaal duel op in de opera Antigona (door Orlandini). Bernacchi was tweeënveertig, Farinelli twintig jaar jonger. Eerst imiteerde hij Farinelli zijn ornamentaties waarna hij zijn eigen veel verbazingwekkendere ornamentatie toevoegde - en dit was vijf jaar nadat Farinelli zijn even beroemde wedstrijd met de Duitse trompetspeler in Rome had gewonnen.
De twee castraten werden goede vrienden; een vriendschap die tot aan het eind van Bernacchi's leven duurde.
Bernacchi werd voor het nieuwe operaseizoen van 1729 naar Londen gehaald om voor Händel te zingen. Bernacchi had in Italië wel de erkenning gewonnen als goede zanger maar trok in het publiek in Londen niet zo goed aan.
Hij had een lage altostem met een bereik van ongeveer twee octaven. Niemand schijnt de stem in elk geval als opmerkelijk beschouwd te hebben -zeker niet toen hij met Senesino werd vergeleken, die een beetje lager was en van veel grotere natuurlijke schoonheid. Maar bijna iedereen gaf commentaar op zijn techniek en niet altijd met bewondering. Sommigen beweerden dat hij zijn stem op een instrumentale manier gebruikte,
"Hij imiteert fluiten en oboes en andere behendige maar onmenselijke eigenschappen van instrumenten." 
Volgens deze critici was Bernacchi een acrobaat en geen artistieke zanger. Hij was iemand die zijn publiek opwekte en oppepte maar zelden zijn publiek kon raken.
Uiteindelijk, na een dertigjarige carrière als een van de beste castraten in Europa (en dit tijdens de glorieperiode van Senesino, Farinelli, en Caffarelli), besloot hij om in de voetstappen van zijn leraar Pistocchi te treden en zijn eigen zangschool in Bologna op te richten.
Zijn bekendste leerlingen waren gerenommeerd voor verfijning in plaats van explosieve kracht. Een van hen, de castraat Tommaso Guarducci, werd bewonderend beschreven door Charles Burney als
"De meest duidelijke en eenvoudigste zanger van de eerste klasse die ik ooit gehoord heb".
De grote Duitse tenor Anton Raaff, waarvoor, in zijn zevenenzestigste jaar, Mozart de titelrol in Idomeneo zou schrijven, was bekend door de zachtheid van zijn legatotechniek -en het legato, schijnt het, was het centrale onderwijs thema van Bernacchi. Legato betekent "samengebonden" of "verbonden". Een zanger bereikt het door portamento - de mogelijkheid om het geluid van noot tot noot, zonder enige onderbreking regelmatig uit te voeren.
Bernacchi was ongeveer even oud als Senesino, twintig jaar ouder dan Farinelli en Carestini, vijfentwintig jaar ouder dan Caffarelli. Zijn carrière overlapte elk van hen en er is bewijsmateriaal dat hij lessen gaf aan zowel Farinelli als Carestini.
- Bibliothèque nationale de France: cb15602524r (data)
- Gemeinsame Normdatei: 131998234
- International Standard Name Identifier: 0000 0000 2016 7511
- Library of Congress Control Number: n2024006655
- Système universitaire de documentation: 263595501
- Virtual International Authority File: 5250697
- WorldCat: E39PBJqqrDwYWGfdGGkKHHc9Dq